# Albert Ellissen
Henri-Albert Ellissen (30 août 1838 à Francfort-sur-le-Main - 1er novembre 1921 au château Raba) est un financier français. 

## Biographie
Fils d'un banquier, il est le beau-frère du général Léopold Sée et d'Émile Javal.
Diplômé de l'École centrale en 1859, il débute comme ingénieur à la Compagnie parisienne de Gaz.
Très impliqué dans l'industrie gazière, dont il est un membre influent, il devient directeur de la Compagnie de gaz de Paris, président de la Société technique de l'industrie du gaz, administrateur délégué de la Compagnie continentale du gaz et de la Compagnie madrilène du gaz, administrateur de la Compagnie de Gaz et de la Compagnie impériale et continentale.
En 1879, il fonde, avec le concours des banquiers Abraham de Camondo et Louis Stern, la Compagnie générale du gaz pour la France et l'étranger.
De 1887 à 1888, il intervient à la Société des ingénieurs civils de France sur les questions relatives à l’éclairage au gaz.
Homme des Pereire est administrateur de la Société générale des chemins de fer économiques, de la Compañía de los caminos de hierro del Norte, de la Compagnie générale transatlantique, de la Compagnie Continentale Edison, de la compagnie d’assurance « le Monde ».
Il est vice-président du conseil d'administration du Petit Journal.
Secrétaire de la Société Française de la Croix-Rouge, il est chef du service des Ambulances volantes de secours aux blessés.
Il est secrétaire rapporteur du jury de concours à l'Exposition universelle d'Anvers en 1885 et membre du jury d'admission à l'Exposition universelle de 1889.

### Descendance
Marié à Louise Raba, belle-sœur de Henry Deutsch de la Meurthe, il est le père de : 
1. Robert Ellissen, 1872-1957, président du conseil d'administration de la Compagnie générale du gaz pour la France et l'étranger.
2. Jacques Ellissen, † 1900
3. Maurice Ellissen, † 1944

### Sources
- Serge Paquier, Jean-Pierre Williot, L'industrie du gaz en Europe aux XIXe et XXe siècles:l'innovation entre marchés privés et collectivités publiques, 2005
- Jean-Pierre Williot, Naissance d'un service public : le gaz à Paris, 1999
- Christophe Bouneau, Yannick Lung, Les territoires de l'innovation, espaces de conflits, 2006
- Centraliens étrangers dans les expositions internationales à Paris au XIXe siècle : notices biographiques
- Natacha Coquery, Artisans, industrie: nouvelles révolutions du Moyen Age à nos jours, 2004
- Jean Lambert-Dansette, Histoire de l'entreprise et des chefs d'entreprise en France:L'entreprise entre deux siècles (1880-1914) - Les rayons et les ombres -, Volume 5, 2009